# Ricardo Bochini
Ricardo Enrique Bochini (* 25. Januar 1954 in Zárate, Provinz Buenos Aires) ist ein ehemaliger argentinischer Fußballspieler. Mit 635 Spielen ist er Rekordhalter für die meisten Spiele für seinen Stammverein CA Independiente, sowie Rekordhalter für die meisten Einsätze in der argentinischen Primera División.
In Argentinien war er hauptsächlich unter seinem Spitznamen El Bocha oder einfach nur unter Bocha bekannt. Bochini ist der Onkel von Diego Forlán.

## Karriere

### Jugend und Vereinskarriere
Bochini begann seine Karriere als Fußballspieler schon im Nachwuchsalter beim Verein, dem er danach knapp 20 Jahre lang als Profifußballspieler die Treue halten sollte.
Am 25. Juni 1972 gab der 18-jährige offensive Mittelfeldspieler bei der 0:1-Auswärtsniederlage gegen River Plate sein Profiligadebüt. Im Laufe seiner Karriere war er unter anderem auch auf der linken Seite aktiv, kehrte aber oft wieder auf seine angestammte Position als offensiver Mittelfeldspieler zurück. Seinen ersten Treffer als Profifußballer erzielte er am 19. November 1972, als er bei der 1:2-Heimniederlage gegen den Racing Club Avellaneda den einzigen Treffer für sein Team erzielte.
In der Spielzeit 1972 schaffte er bei nur wenigen Einsätzen den elften Platz in der Metropolitano, die von 1967 bis 1985 als die argentinischen Gesamtmeisterschaft galt. Anzumerken ist, dass in den Jahren 1967 bis 1985 der Spielbetrieb ausschließlich im Metropolitano- und Nacional-Format ausgetragen wurde und so auch zwei separate Meisterschaften in einem Jahr vonstattengingen. Die unter dem Namen Nacional ausgetragenen Meisterschaft war außerdem in zwei verschiedenen Gruppen (Gruppe A und Gruppe B) gegliedert.
Auch während der Nacional 1972 erreichte Bochini mit dem Team auf dem siebenten Platz rangierend nur einen Platz im Tabellenmittelfeld der Gruppe A. Ab der Spielzeit 1973 kam El Bocha vermehrt zu Profieinsätzen; gleichzeitig wurde auch die Leistung der Mannschaft besser, was einen vierten Rang in der Endtabelle der Metropolitano zur Folge hatte. Während der National wurde abermals nur ein Platz in der Tabellenmitte erreicht. Trotz der Leistungen in der Meisterschaft gewann Bochini mit der Mannschaft im Jahre 1973 die Copa Libertadores, den wichtigsten Vereinswettbewerb im südamerikanischen Fußball. Daneben gewann die Mannschaft unter Roberto Ferreiro auch noch den Weltpokal 1973, nachdem die Mannschaft Juventus Turin mit 1:0 bezwang. Das einzige Tor des Spieles erzielte Bochini in der 80. Spielminute.
Nach ehe mäßigen Leistungen in der Liga schaffte die Mannschaft rund um El Bocha 1974 den abermaligen Gewinn der Copa Libertadores. Weiters gewann das Team nach 1972 die Copa Interamericana 1974 bereits zum zweiten Mal. Ein weiterer Erfolg war bereits im Folgejahr 1975 vermerkbar, als es Independiente erneut schaffte zuerst die Copa Libertadores zu gewinnen und danach auch noch die Copa Interamericana für sich zu entscheiden.
Knapp zwei Jahre sollten für Bochini ohne großen nennenswerten Erfolg vergehen. Im Jahre 1977 schaffte es El Bocha schließlich mit seinem Stammteam Meister der Nacional zu werden. Diese Leistungen zogen sich auch in den zweiten Abschnitt der Saison, wo das Team hinter River Plate Vizemeister der Metropolitano wurde. Einen ähnlichen Erfolg feierte Bochini im darauffolgenden Jahr, in dem er ein weiteres Mal Meister der Nacional wurde.
Danach vergingen wieder einige Jahre ohne nennenswerter Erfolge, ehe die Mannschaft in der Spielzeit 1982 den Vizemeistertitel der Nacional feiern durfte. Mit ähnlich konstanten Leistungen ging es im Jahre 1983 weiter. Zuerst wurde die Mannschaft um El Bocha „nur“ Vizemeister der Nacional, dann allerdings gewann er mit dem Team die Metropolitano-Meisterschaft und konnte damit an die Erfolge der letzten Titelgewinne anschließen.
Nach einem mäßigen Saisonverlauf 1984 folgte für Bochini im internationalen Vereinsfußball erneut ein absoluter Durchbruch. Durch den Sieg bei der Copa Libertadores 1984 qualifizierte sich das Team für das einzige Spiel des Weltpokals 1984, wo der FC Liverpool wartete. Am Ende gewann die Mannschaft um El Bocha verdient mit 1:0, nachdem der damals 19-jährige José Alberto Percudani sein Team bereits in der 6. Minute in Führung schoss.
Seine besten Offensivleistungen zeigte Bochini in der Saison 1985/86, als er bei 33 absolvierten Ligaspielen auf neun Treffer kam, sowie in der Spielzeit 1986/87, während er bei 38 Ligaeinsätze acht Mal zum Torerfolg kam und das Team in der Endtabelle den dritten Rang erreichte.
Danach vergingen wieder einige Jahre, bis die Mannschaft es schaffte, 1988/89 wieder Meister der Primera División zu werden. Das Format, in dem die Meisterschaft gewonnen wurde, war dabei aber bereits seit der Saison 1985/86 ein europäisches. Bereits in der Folgesaison erreichte das Team in der Endtabelle den zweiten Rang und war damit Vizemeister der Primera División. Während El Bocha in dieser Saison bei 27 absolvierten Meisterschaftsspielen zu einem Treffer kam, beendete er mit der Spielzeit 1990/91, die auch die letzte Saison sein sollte, in der das europäische Format ausgetragen wurde, seine aktive Karriere als Profifußballspieler. In seinen letzten 17 Spielen bei Independiente kam er allerdings nicht mehr zum Torerfolg.
Am 27. Februar 2007, rund 16 Jahre nach dem Ende seiner aktiven Karriere, kam Bochini bei einem offiziellen Ligaspiel des damaligen argentinischen Fünftligisten Sportivo Barracas zu einem 42-minütigen Einsatz.
Am 19. Juli 2009 nahm Bochini an einem Altherren-Turnier teil, welches unter dem Namen Super-8 ausgetragen wurde und mit acht Altherren-Mannschaften argentinischer Großklubs besetzt war. Bochini kam dabei in einer 0:2-Niederlage gegen die Boca Juniors zu einem Kurzeinsatz.

### International

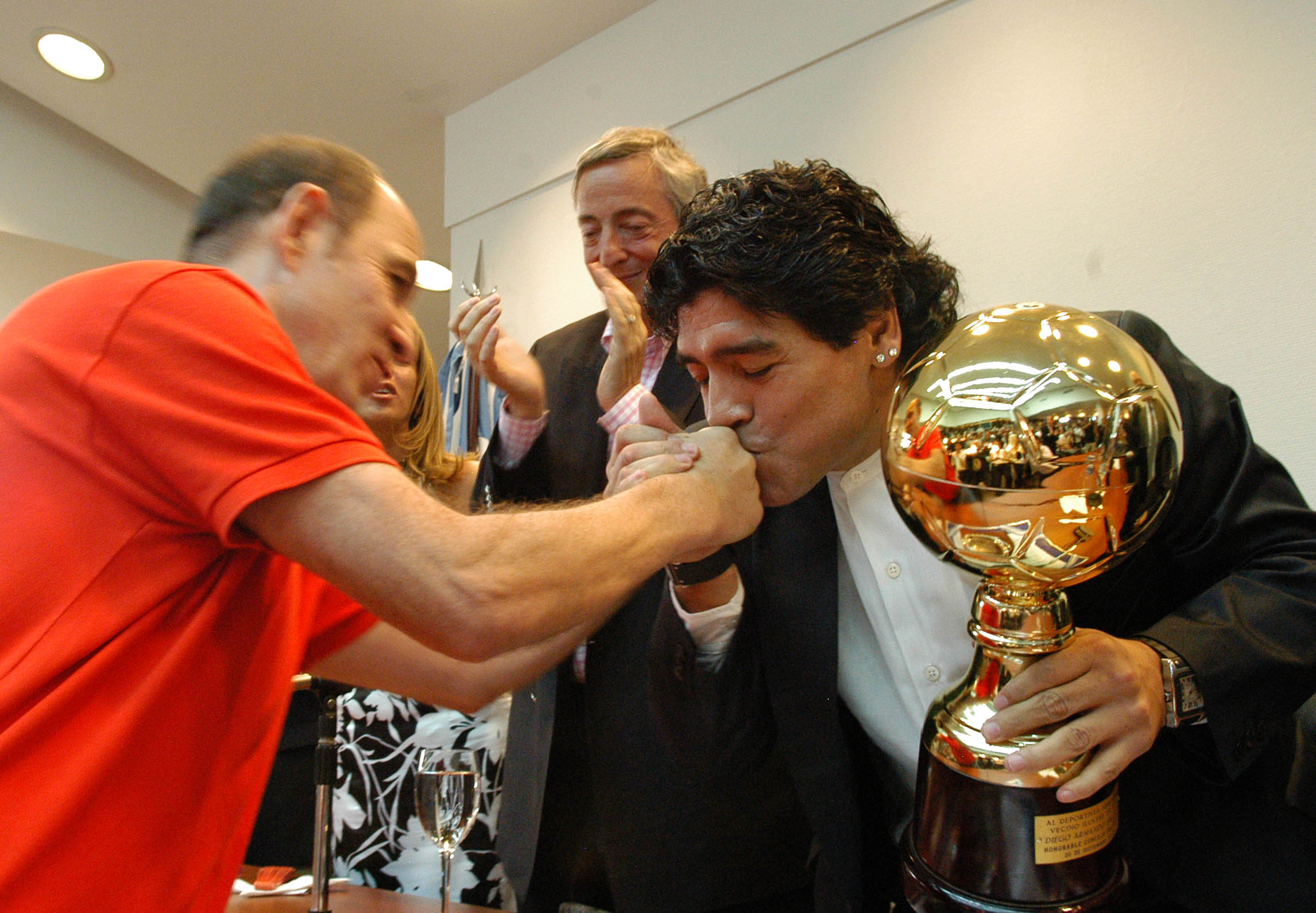
Bochini (links) mit Diego Maradona

Bochini kam insgesamt zu 28 Einsätzen für die argentinische Fußballnationalmannschaft und nahm unter anderem an der Weltmeisterschaft 1986 in Mexiko teil. Während der Weltmeisterschaft kam er neben Diego Maradona, dem späteren besten Spieler des Turniers, zu einem Einsatz. Dabei wurde er im Halbfinalspiel gegen Belgien in der 84. Spielminute für Jorge Burruchaga eingewechselt.

## Erfolge

### Verein
- 4× Copa-Libertadores-Sieger: 1973, 1974, 1975, 1984
- 2× Weltpokalsieger: 1973, 1984
- 2× Copa-Interamericana-Sieger: 1974, 1975
- 2× Meister der Nacional: 1977, 1978
- 2× Vizemeister der Nacional: 1982, 1983
- 1× Meister der Metropolitano: 1983
- 1× Vizemeister der Metropolitano: 1977
- 1× Meister der argentinischen Primera División: 1988/89
- 1× Vizemeister der argentinischen Primera División: 1989/90

### Nationalmannschaft
- 1× Fußball-Weltmeister: 1986

### Ehrung
2021 wurde das Stadion  von Atletico Independiente nach Bochini benannt.